# نگارش شتری

نام‌گذاری نگارش شتری در این نوع نگارش به‌دلیل شباهت حروف بزرگ به کوهان شتر، صورت گرفته‌است.

نگارش شتری (به انگلیسی: camelCase) عمل نوشتن ترکیبی کلمات یا عبارات است که در برنامه‌نویسی رایانه کاربرد دارد؛ به‌صورتی که هر کلمه به جز کلمهٔ اول با حرف بزرگ آغاز می‌شود و بقیهٔ حروف آن کلمه با حروف کوچک نوشته می‌شوند و از فاصله استفاده نمی‌شود؛ مثلاً کلمات eBay و iPhone با نگارش شتری نوشته شده‌اند.

## تعریف
در مستندات مایکروسافت در ویرایش شتری همیشه حرف اول با حروف کوچک نوشته می‌شود؛ مانند backColor اما در بین برنامه‌نویسان دات نت و حتی بسته به سلیقهٔ برخی در خانوادهٔ C روش حرف اول بزرگ یا پاسکال‌کیس رایج است. بعضی از سیستم‌ها ترجیح می‌دهند تا حرف اول کلمه اول هم با حروف بزرگ نوشته شود؛ مثلاً NerdCaps. برای همین این نگارش را به دو دستهٔ زیر تقسیم می‌کنند:
- upper camel case یا پاسکال کیس
- lower camel case

شرکت‌هایی مانند مایکروسافت از استاندارد lower camel case پشتیبانی می‌کنند.
پاسکال‌کیس بودن یا نبودن همانند موضوع در کجا قرار دادن اولین آکولاد یک قطعه کد در زبان‌های خانوادهٔ C از اختلافات قدیمی بین برنامه‌نویسان از زمانی بوده‌است که کامل‌کنندهٔ خودکار اینتلی‌سنس وجود نداشت. اگر چه امروزه نیز نیاز به استفاده از ویرایشگرهای ساده روی سرور در شرایط اضطراری باعث می‌شود که همهٔ برنامه‌نویسان در کلِ یک برنامه از یک قاعده استفاده نمایند، اما با استفاده از کتابخانه‌های از پیش نوشته‌شدهٔ متنوع در سلیقه‌های مختلف باعث شده‌است که همهٔ برنامه‌نویسان در یک موضوع اتفاق نظر داشته باشند که در یک دسته از کد یا یک فضای نام خاص وقتی از اول از یک شیوه استفاده شده‌است، همیشه از همان شیوه استفاده شود.
نگارش ماری (snake case) روش دیگر سرهم‌نویسی در مقابل شتری است که با زیرخط یا آندرلاین تفکیک می‌شود و در نام‌گذاری پایگاه‌های داده و همچنین در آدرس‌های وب رایج است.